# Guillermo I de Bearne

Escudo de armas de los Vizcondes de Bearne.

Guillermo Raimundo (1173 - 1224) recibió de su padre los señoríos de Montcada y de Castelviel, en Cataluña. A la muerte de su hermano en 1214 heredó los vizcondados de Bearne, de Gabardan y de Brulhois, siendo conocido como Guillermo I.

## Infancia
Guillermo era hijo de María, vizcondesa legítima de Bearne desde 1170, y de Guillermo de Montcada, señor catalán al que el rey Alfonso II de Aragón había impuesto en 1171 como marido de María y vizconde. Los nobles bearneses se habían rebelado contra la intromisión aragonesa y habían nombrado vizcondes sucesivamente a dos señores a los que luego rápidamente ejecutaron al no respetar los fueros de Bearn. En 1173 una delegación bearnesa acudió por fin al monasterio donde María se había refugiado para pedirle que les entregara a uno de los dos hijos gemelos que acababa de tener. María accedió y les entregó a Gastón, a partir de entonces Gastón VI de Bearn. Guillermo, por su parte, heredó el patrimonio de su padre en Cataluña: los señoríos de Montcada y Castelviel así como los derechos sobre las ciudades de Lérida y Tarragona.

## Señor de Montcada
En 1193 casó con su prima Guillerma de Castelviel, que le dio en dote la baronía de Rosanes y la ciudad de Martorell.
Establecido en Tarragona, tuvo fricciones con el obispo de la ciudad, al que terminó asesinando en 1194. Excomulgado, tuvo que exiliarse. Sus bienes fueron administrados por su hijo Guillermo.

## Vizconde de Bearne
Al morir su hermano Gastón en 1214, Guillermo heredó los vizcondados de Bearne, Gabardan y Brulhois. Librarse de la excomunión se convirtió entonces en su máxima prioridad, ya que si no no sería reconocido como vizconde. Hizo múltiples donaciones, viajó a Roma y por fin consiguió el perdón a cambio de una fuerte penitencia, que incluía partir en cruzada a Tierra Santa.
Instalado como vizconde, su siguiente prioridad fue defender los intereses de la Corona de Aragón en la vertiente norte de los Pirineos. Partió hacia Bigorra pero no llegó a tiempo de impedir la boda de la condesa Petronila (viuda de Gastón VI) con Guido de Monfort el 6 de noviembre de 1216. Guido era hijo de Simón de Monfort, comandante de los cruzados franceses con los que habían luchado tanto Gastón VI como el rey de Aragón. Guillermo sólo pudo reforzar con sus tropas la guarnición aragonesa instalada en el castillo de Lourdes. La situación se arregló sola en 1220, al morir prematuramente Guido de Monfort. Petronila volvió a casarse, quedando así Bigorra libre del dominio francés.
Por fin, Guillermo se consagró al objetivo de partir en cruzada a Palestina. Para ello tenía primero que pacificar Bearne, para lo cual otorgó los fueros de Morlaas (1220) y de Ossau (1221). Los asuntos catalanes le mantuvieron ocupado, haciendo viajes constantes entre Morlaas y Barcelona. Finalmente, no pudo realizar su viaje a Tierra Santa porque le sorprendió la muerte en Olorón en 1224.

## Descendencia
Tuvo al menos dos hijos:
- Guillermo, su sucesor al frente del vizcondado
- Raimundo, fundador del señorío y baronía de Saint-Maurice de Marsan

| Precedido por: Gastón VI | Vizconde de Bearne, de Gabardan y de Brulhois 1214-1224 | Sucedido por: Guillermo II |